# 산업당 재판
산업당 재판(러시아어: Процесс Промпартии)은 1930년 소련에서 일어난 보여주기 재판이었다. 일련의 과학자 및 경제학자들이 소련 체제를 전복시키고자 쿠데타를 모의했다는 혐의를 받았다.
볼셰비키 혁명가이자 소련 법무인민위원대리 겸 러시아소비에트공화국 검찰차장 니콜라이 크릴렌코가 검사를 맡았고, 재판장은 안드레이 비신스키였다.
피고는 레오니트 람진, 표트르 오사드치, 니콜라이 차르노프스키, 알렉산드르 페도토프, 빅토르 라리체프, 블라디미르 오치킨, 크세노폰트 시트닌, 이반 칼리니코프, 세르게이 쿠프리야노프 등이었다. 그들은 반소비에트적 “공학자조직연맹”, 또는 “산업당”을 결성하여 소련의 산업 및 교통에 대한 파괴공작을 벌였다는 혐의를 받았다.
피고들 가운데 5인이 1930년 12월 7일 사형을 선고받았다가 장기 징역으로 감형되었다. 다른 피고들은 각기 다른 형기의 유기징역을 선고받았다. 소위 산업당의 수괴로 지목받은 표트르 팔친스키는 앞서 1928년의 샤흐티 재판에서 체포되어 1929년 총살되었다.

## 같이 보기
- 알렉산드르 보그다노프